# Pietro Kojunian
Pietro Kojunian (Ankara, 7 agosto 1857 – Roma, 13 dicembre 1937) è stato un arcivescovo cattolico armeno.

## Biografia
Pietro Kojunian fu ordinato sacerdote il 23 marzo 1880. Fu nominato eparca di Alessandria degli Armeni il 26 febbraio 1907 e consacrato vescovo il 20 luglio successivo dal patriarca armeno-cattolico di Cilicia, Boghos Bedros XII Sabbaghian. Il 17 marzo 1911 fu nominato arcivescovo titolare di Calcedonia dei Armeni.

## Genealogia episcopale
La genealogia episcopale è:
- Cardinale Scipione Rebiba
- Cardinale Giulio Antonio Santori
- Cardinale Girolamo Bernerio, O.P.
- Arcivescovo Galeazzo Sanvitale
- Cardinale Ludovico Ludovisi
- Cardinale Luigi Caetani
- Cardinale Ulderico Carpegna
- Cardinale Paluzzo Paluzzi Altieri degli Albertoni
- Papa Benedetto XIII
- Papa Benedetto XIV
- Papa Clemente XIII
- Cardinale Bernardino Giraud
- Cardinale Alessandro Mattei
- Cardinale Pietro Francesco Galleffi
- Cardinale Giacomo Filippo Fransoni
- Cardinale Andon Bedros IX Hassoun
- Patriarca Stepanos Bedros X Azarian
- Patriarca Boghos Bedros XI Emmanuelian
- Patriarca Boghos Bedros XII Sabbaghian
- Arcivescovo Pietro Kojunian